# 1 월 스트리트

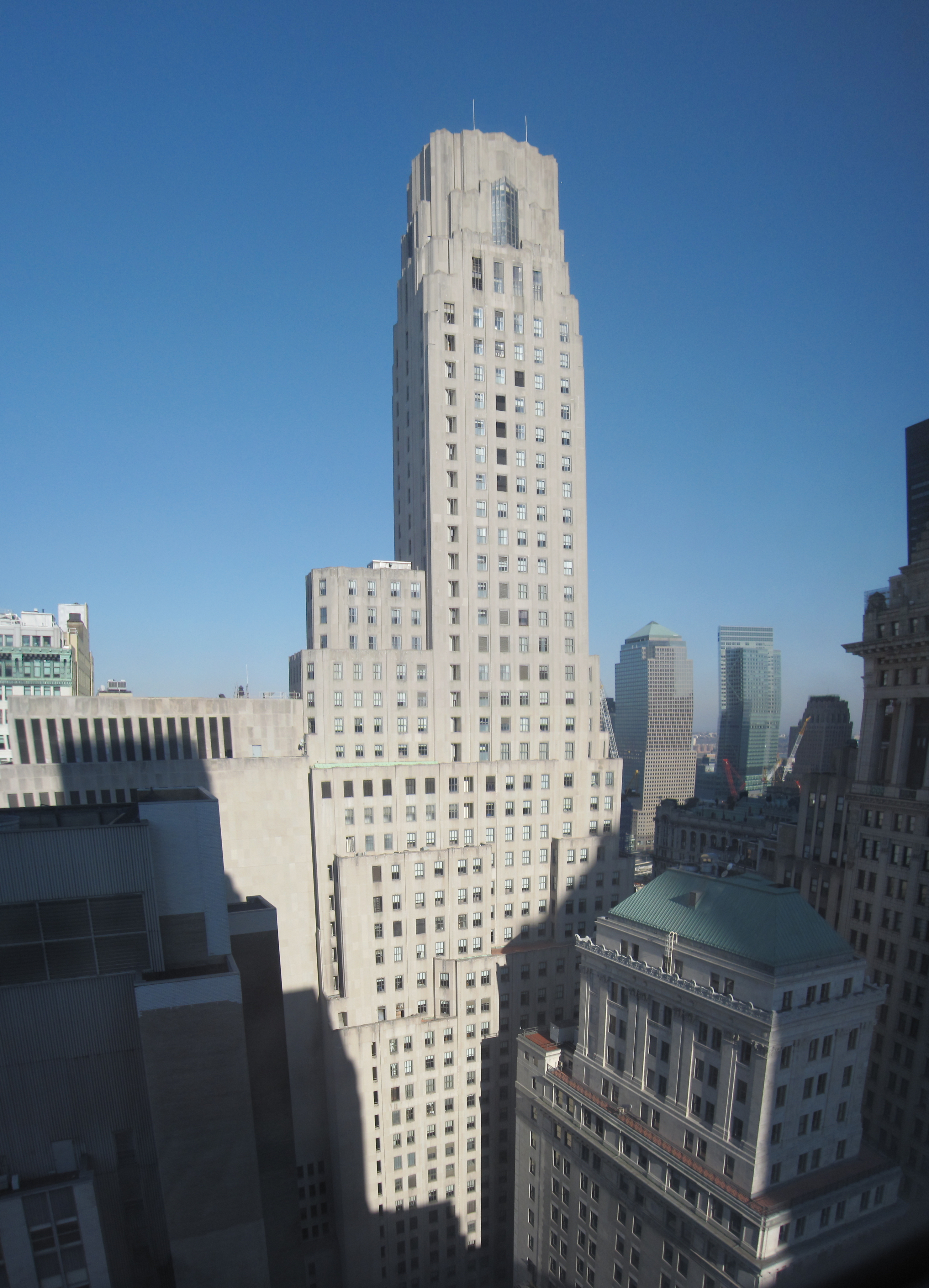
2010년에 동쪽에서 바라본 모습

1 월 스트리트(영어: 1 Wall Street) 또는 어빙 트러스트 컴퍼니 빌딩, 뉴욕 은행 빌딩, BNY 멜론 빌딩은 미국 뉴욕 로어맨해튼 금융 지구의 초고층 빌딩이다. 아르데코 스타일로 디자인된 이 건물은 높이는 199m(654피트)이며 두 부분으로 구성되어 있다. 원래 50층짜리 건물은 부히스, 그멜린 앤드 워커(Voorhees, Gmelin and Walker)사의 랄프 토마스 워커가 설계했으며 20세기 초 미국 은행인 어빙 트러스트를 위해 1929년에서 1931년 사이에 건설되었다. 남쪽에 있는 28층짜리 별관(나중에 36층으로 확장됨)은 후속 회사인 부히스, 워커, 스미스, 스미스 & 헤인즈가 설계했으며 1963년에서 1965년 사이에 건설되었다.
이 건물은 브로드웨이, 월가, 뉴 스트리트, 익스체인지 플레이스 사이의 한 블록 전체를 차지한다. 석회암 외관은 커튼과 유사한 홈이 있는 약간 안쪽으로 구부러진만으로 구성되어 있다. 아래층에는 좁은 창문과 정교한 입구가 있다. 1 월 스트리트의 매스 작업에는 수많은 작은 후퇴가 포함되어 있으며 원래 건물의 모서리에는 모따기가 있다. 원래 건물의 꼭대기는 홈이 있는 창문이 없는 베이가 있는 독립형 타워로 구성되어 있다. 별관의 외관은 원래 구조를 연상시키는 스타일로 제작되었다. 원래 건물에는 컬러 모자이크로 장식된 레드룸(Red Room)이라는 화려한 로비가 있다. 원래 10~45층은 외부 임차인에게 임대되었으며, 다른 층에는 어빙 트러스트의 사무실, 라운지 및 기타 공간이 있었다. 1 월 스트리트가 주거용 건물로 전환된 후, 위층은 566개의 콘도미니엄 아파트로 나뉘었다.
건설 당시 1 월 스트리트는 도시에서 가장 귀중한 부지 중 하나를 차지했다. 이 건물은 한때 세계에서 가장 높은 건물이었던 맨해튼 생명보험 빌딩을 포함하여 세 개의 이전 구조물을 대체했다. 1988년 어빙 트러스트가 뉴욕 은행(BNY)에 인수된 후 1 월 스트리트는 2015년까지 BNY 및 그 후속 BNY 멜론의 글로벌 본부 역할을 했다. 개발자 해리 맥클로가 건물을 구입한 후 2018년부터 2018년까지 개조했다. 2023년, 인테리어를 일부 상업 공간을 갖춘 주거용 유닛으로 전환한다.
이 건물은 뉴욕시의 아르데코 랜드마크 중 하나이지만 건축 비평가들은 처음에는 엠파이어 스테이트 빌딩과 크라이슬러 빌딩과 같은 건물을 선호하여 이 건물을 무시했다. 건물 원래 구역의 외부는 2001년에 도시 랜드마크로 지정되었으며, 레드 룸의 내부도 2024년에 유사하게 지정되었다. 또한 이 구조물은 미국 국립사적지 등록부인 월스트리트 역사 지구(Wall Street Historic District)에 기여하는 자산이다. 2007년에 만들어졌다.

## 같이 보기
- 뉴욕의 마천루 목록